# Stenacris fissicauda
Stenacris fissicauda är en insektsart som först beskrevs av Bruner, L. 1908.  Stenacris fissicauda ingår i släktet Stenacris och familjen gräshoppor.

## Underarter
Arten delas in i följande underarter:
- S. f. fissicauda
- S. f. chocoensis
- S. f. forficulata
- S. f. goethalsi